# Tour Colombia 2019
La 2e édition du Tour Colombia (officiellement : Tour Colombia 2.1) a lieu du 12 au 17 février 2019 en Colombie. L'épreuve commence par un contre-la-montre par équipes dans les rues de Medellin et se termine à l'Alto de Las Palmas dans le département d'Antioquia. Le parcours comprend six étapes sur une distance totale de 867,4 kilomètres.
La course fait partie du calendrier UCI America Tour 2019 en catégorie 2.1.

## Présentation

### Équipes
Classé en catégorie 2.1 de l'UCI America Tour, la course est par conséquent ouvert aux WorldTeams dans la limite de 50 % des équipes participantes, aux équipes continentales professionnelles, aux équipes continentales et aux équipes nationales.
28 équipes participent à la course - 6 WorldTeams, 7 équipes continentales professionnelles, 12 équipes continentales et 3 équipes nationales :
| WorldTeams (6)- Astana - Deceuninck-Quick Step - EF Education First - Movistar Team - Sky - UAE Team Emirates Équipes continentales professionnelles (7)- Androni Giocattoli-Sidermec - Bardiani CSF - Hagens Berman Axeon - Israel Cycling Academy - Manzana Postobón - Neri Sottoli-Selle Italia-KTM - Nippo Vini Fantini Faizanè Équipes continentales (12)- Aevolo - BetPlay Cycling Team - Coldeportes Bicicletas Strongman - Coldeportes Zenú - Deprisa Team - Efapel - EPM-Scott - GW Shimano Chaoyang Kixx Envía PX Lazer - IAM Excelsior - Medellín - Orgullo Paisa - Team Illuminate Équipes nationales (3)- Colombie - Équateur - Italie |
| |

## Étapes
| Étape     | Date    | Villes étapes                  | type                         | Distance (km) | Vainqueur d'étape  | Leader du classement général |
| --------- | ------- | ------------------------------ | ---------------------------- | ------------- | ------------------ | ---------------------------- |
| 1re étape | 12 fév. | Medellín – Medellín            | contre-la-montre par équipes | 14            | EF Education First | Rigoberto Urán               |
| 2e étape  | 13 fév. | La Ceja – La Ceja              | étape de plaine              | 150,5         | Álvaro Hodeg       | Álvaro Hodeg                 |
| 3e étape  | 14 fév. | Rionegro – Rionegro            | étape vallonnée              | 167,6         | Sebastián Molano   | Rigoberto Urán               |
| 4e étape  | 15 fév. | Medellín – Medellín            | étape de plaine              | 144           | Bob Jungels        | Bob Jungels                  |
| 5e étape  | 16 fév. | La Unión – La Unión            | étape de moyenne montagne    | 176,8         | Julian Alaphilippe | Julian Alaphilippe           |
| 6e étape  | 17 fév. | El Retiro – Alto de Las Palmas | étape de moyenne montagne    | 173,5         | Nairo Quintana     | Miguel Ángel López           |

## Déroulement de la course

### 1reétape
| \| Classement de l'étape \| Classement de l'étape \| Classement de l'étape \| Classement de l'étape \| Classement de l'étape \| Classement de l'étape \| \| Équipe \| Équipe \| Pays \| Temps \| Écart de temps \| Vitesse moy. \| \| --------------------- \| -------------------------------- \| --------------------- \| --------------------- \| --------------------- \| --------------------- \| \| 1re \| EF Education First \| États-Unis \| 15 min 05 s \| 0 s \| 55.691 km/h \| \| 2e \| Deceuninck-Quick Step \| Belgique \| 15 min 13 s \| + 8 s \| 55.203 km/h \| \| 3e \| Sky \| Royaume-Uni \| 15 min 15 s \| + 10 s \| 55.082 km/h \| \| 4e \| Astana \| Kazakhstan \| 15 min 27 s \| + 22 s \| 54.369 km/h \| \| 5e \| UAE Team Emirates \| Émirats arabes unis \| 15 min 40 s \| + 35 s \| 53.617 km/h \| \| 6e \| Medellín \| Colombie \| 15 min 45 s \| + 40 s \| 53.333 km/h \| \| 7e \| Movistar Team \| Espagne \| 15 min 49 s \| + 44 s \| 53.109 km/h \| \| 8e \| EPM-Scott \| Colombie \| 15 min 57 s \| + 52 s \| 52.665 km/h \| \| 9e \| Coldeportes Bicicletas Strongman \| Colombie \| 15 min 58 s \| + 53 s \| 52.610 km/h \| \| 10e \| Manzana Postobón \| Colombie \| 15 min 59 s \| + 54 s \| 52.555 km/h \| |                                  |                     |             |                |              |
| |                                  |                     |             |                |              |
| Source : ProCyclingStats |                                  |                     |             |                |              |
| Classement de l'étape |                                  |                     |             |                |              |
| Équipe | Équipe                           | Pays                | Temps       | Écart de temps | Vitesse moy. |
| 1re | EF Education First               | États-Unis          | 15 min 05 s | 0 s            | 55.691 km/h  |
| 2e | Deceuninck-Quick Step            | Belgique            | 15 min 13 s | + 8 s          | 55.203 km/h  |
| 3e | Sky                              | Royaume-Uni         | 15 min 15 s | + 10 s         | 55.082 km/h  |
| 4e | Astana                           | Kazakhstan          | 15 min 27 s | + 22 s         | 54.369 km/h  |
| 5e | UAE Team Emirates                | Émirats arabes unis | 15 min 40 s | + 35 s         | 53.617 km/h  |
| 6e | Medellín                         | Colombie            | 15 min 45 s | + 40 s         | 53.333 km/h  |
| 7e | Movistar Team                    | Espagne             | 15 min 49 s | + 44 s         | 53.109 km/h  |
| 8e | EPM-Scott                        | Colombie            | 15 min 57 s | + 52 s         | 52.665 km/h  |
| 9e | Coldeportes Bicicletas Strongman | Colombie            | 15 min 58 s | + 53 s         | 52.610 km/h  |
| 10e | Manzana Postobón                 | Colombie            | 15 min 59 s | + 54 s         | 52.555 km/h  |

| \| Classement général \| Classement général \| Classement général \| Classement général \| Classement général \| \| Coureur \| Coureur \| Pays \| Équipe \| Temps \| \| ------------------ \| ------------------- \| ------------------ \| --------------------- \| ------------------ \| \| 1er \| Rigoberto Urán \| Colombie \| EF Education First \| 15 min 05 s \| \| 2e \| Daniel Martínez \| Colombie \| EF Education First \| + 0 s \| \| 3e \| Lawson Craddock \| États-Unis \| EF Education First \| + 0 s \| \| 4e \| Taylor Phinney \| États-Unis \| EF Education First \| + 0 s \| \| 5e \| Bob Jungels \| Luxembourg \| Deceuninck-Quick Step \| + 8 s \| \| 6e \| Julian Alaphilippe \| France \| Deceuninck-Quick Step \| + 8 s \| \| 7e \| Maximiliano Richeze \| Argentine \| Deceuninck-Quick Step \| + 8 s \| \| 8e \| Álvaro Hodeg[2] \| Colombie \| Deceuninck-Quick Step \| + 8 s \| \| 9e \| Jhonatan Narváez \| Équateur \| Team Sky \| + 10 s \| \| 10e \| Iván Sosa \| Colombie \| Team Sky \| + 10 s \| |                     |            |                       |             |
| |                     |            |                       |             |
| Source : ProCyclingStats |                     |            |                       |             |
| Classement général |                     |            |                       |             |
| Coureur | Coureur             | Pays       | Équipe                | Temps       |
| 1er | Rigoberto Urán      | Colombie   | EF Education First    | 15 min 05 s |
| 2e | Daniel Martínez     | Colombie   | EF Education First    | + 0 s       |
| 3e | Lawson Craddock     | États-Unis | EF Education First    | + 0 s       |
| 4e | Taylor Phinney      | États-Unis | EF Education First    | + 0 s       |
| 5e | Bob Jungels         | Luxembourg | Deceuninck-Quick Step | + 8 s       |
| 6e | Julian Alaphilippe  | France     | Deceuninck-Quick Step | + 8 s       |
| 7e | Maximiliano Richeze | Argentine  | Deceuninck-Quick Step | + 8 s       |
| 8e | Álvaro Hodeg        | Colombie   | Deceuninck-Quick Step | + 8 s       |
| 9e | Jhonatan Narváez    | Équateur   | Team Sky              | + 10 s      |
| 10e | Iván Sosa           | Colombie   | Team Sky              | + 10 s      |

### 2eétape
| \| Classement de l'étape \| Classement de l'étape \| Classement de l'étape \| Classement de l'étape \| Classement de l'étape \| \| Coureur \| Coureur \| Pays \| Équipe \| Temps \| \| --------------------- \| --------------------- \| --------------------- \| ----------------------------- \| --------------------- \| \| 1er \| Álvaro Hodeg \| Colombie \| Deceuninck-Quick Step \| 3 h 21 min 40 s \| \| 2e \| Martin Laas \| Estonie \| Illuminate \| + 0 s \| \| 3e \| Sebastián Molano \| Colombie \| UAE Team Emirates \| + 0 s \| \| 4e \| Mihkel Räim \| Estonie \| Israel Cycling Academy \| + 0 s \| \| 5e \| Maximiliano Richeze \| Argentine \| Deceuninck-Quick Step \| + 0 s \| \| 6e \| Luca Pacioni \| Italie \| Neri Sottoli-Selle Italia-KTM \| + 0 s \| \| 7e \| Imerio Cima \| Italie \| Nippo-Vini Fantini-Faizanè \| + 0 s \| \| 8e \| Paolo Simion \| Italie \| Bardiani CSF \| + 0 s \| \| 9e \| Egan Bernal \| Colombie \| Team Sky \| + 0 s \| \| 10e \| Jhonatan Narváez \| Équateur \| Team Sky \| + 0 s \| |                     |           |                               |                 |
| |                     |           |                               |                 |
| Source : ProCyclingStats |                     |           |                               |                 |
| Classement de l'étape |                     |           |                               |                 |
| Coureur | Coureur             | Pays      | Équipe                        | Temps           |
| 1er | Álvaro Hodeg        | Colombie  | Deceuninck-Quick Step         | 3 h 21 min 40 s |
| 2e | Martin Laas         | Estonie   | Illuminate                    | + 0 s           |
| 3e | Sebastián Molano    | Colombie  | UAE Team Emirates             | + 0 s           |
| 4e | Mihkel Räim         | Estonie   | Israel Cycling Academy        | + 0 s           |
| 5e | Maximiliano Richeze | Argentine | Deceuninck-Quick Step         | + 0 s           |
| 6e | Luca Pacioni        | Italie    | Neri Sottoli-Selle Italia-KTM | + 0 s           |
| 7e | Imerio Cima         | Italie    | Nippo-Vini Fantini-Faizanè    | + 0 s           |
| 8e | Paolo Simion        | Italie    | Bardiani CSF                  | + 0 s           |
| 9e | Egan Bernal         | Colombie  | Team Sky                      | + 0 s           |
| 10e | Jhonatan Narváez    | Équateur  | Team Sky                      | + 0 s           |

| \| Classement général \| Classement général \| Classement général \| Classement général \| Classement général \| \| Coureur \| Coureur \| Pays \| Équipe \| Temps \| \| ------------------ \| ------------------- \| ------------------ \| --------------------- \| ------------------ \| \| 1er \| Álvaro Hodeg \| Colombie \| Deceuninck-Quick Step \| 3 h 36 min 43 s \| \| 2e \| Rigoberto Urán \| Colombie \| EF Education First \| + 2 s \| \| 3e \| Daniel Martínez \| Colombie \| EF Education First \| + 2 s \| \| 4e \| Lawson Craddock \| États-Unis \| EF Education First \| + 2 s \| \| 5e \| Maximiliano Richeze \| Argentine \| Deceuninck-Quick Step \| + 10 s \| \| 6e \| Julian Alaphilippe \| France \| Deceuninck-Quick Step \| + 10 s \| \| 7e \| Bob Jungels \| Luxembourg \| Deceuninck-Quick Step \| + 10 s \| \| 8e \| Jhonatan Narváez \| Équateur \| Team Sky \| + 12 s \| \| 9e \| Egan Bernal \| Colombie \| Team Sky \| + 12 s \| \| 10e \| Iván Sosa \| Colombie \| Team Sky \| + 12 s \| |                     |            |                       |                 |
| |                     |            |                       |                 |
| Source : ProCyclingStats |                     |            |                       |                 |
| Classement général |                     |            |                       |                 |
| Coureur | Coureur             | Pays       | Équipe                | Temps           |
| 1er | Álvaro Hodeg        | Colombie   | Deceuninck-Quick Step | 3 h 36 min 43 s |
| 2e | Rigoberto Urán      | Colombie   | EF Education First    | + 2 s           |
| 3e | Daniel Martínez     | Colombie   | EF Education First    | + 2 s           |
| 4e | Lawson Craddock     | États-Unis | EF Education First    | + 2 s           |
| 5e | Maximiliano Richeze | Argentine  | Deceuninck-Quick Step | + 10 s          |
| 6e | Julian Alaphilippe  | France     | Deceuninck-Quick Step | + 10 s          |
| 7e | Bob Jungels         | Luxembourg | Deceuninck-Quick Step | + 10 s          |
| 8e | Jhonatan Narváez    | Équateur   | Team Sky              | + 12 s          |
| 9e | Egan Bernal         | Colombie   | Team Sky              | + 12 s          |
| 10e | Iván Sosa           | Colombie   | Team Sky              | + 12 s          |

### 3eétape
| \| Classement de l'étape \| Classement de l'étape \| Classement de l'étape \| Classement de l'étape \| Classement de l'étape \| \| Coureur \| Coureur \| Pays \| Équipe \| Temps \| \| --------------------- \| --------------------- \| --------------------- \| --------------------------- \| --------------------- \| \| 1er \| Sebastián Molano \| Colombie \| UAE Team Emirates \| 3 h 42 min 52 s \| \| 2e \| Julian Alaphilippe \| France \| Deceuninck-Quick Step \| + 0 s \| \| 3e \| Diego Ochoa \| Colombie \| Manzana Postobón \| + 0 s \| \| 4e \| Miguel Ángel López \| Colombie \| Astana \| + 0 s \| \| 5e \| Egan Bernal \| Colombie \| Team Sky \| + 0 s \| \| 6e \| Edwin Ávila \| Colombie \| Israel Cycling Academy \| + 0 s \| \| 7e \| Miguel Flórez \| Colombie \| Androni Giocattoli-Sidermec \| + 0 s \| \| 8e \| Juan Esteban Arango \| Colombie \| Colombie \| + 0 s \| \| 9e \| Richard Carapaz \| Équateur \| Movistar Team \| + 0 s \| \| 10e \| Edison Muñoz \| Colombie \| Orgullo Paisa \| + 0 s \| |                     |          |                             |                 |
| |                     |          |                             |                 |
| Source : ProCyclingStats |                     |          |                             |                 |
| Classement de l'étape |                     |          |                             |                 |
| Coureur | Coureur             | Pays     | Équipe                      | Temps           |
| 1er | Sebastián Molano    | Colombie | UAE Team Emirates           | 3 h 42 min 52 s |
| 2e | Julian Alaphilippe  | France   | Deceuninck-Quick Step       | + 0 s           |
| 3e | Diego Ochoa         | Colombie | Manzana Postobón            | + 0 s           |
| 4e | Miguel Ángel López  | Colombie | Astana                      | + 0 s           |
| 5e | Egan Bernal         | Colombie | Team Sky                    | + 0 s           |
| 6e | Edwin Ávila         | Colombie | Israel Cycling Academy      | + 0 s           |
| 7e | Miguel Flórez       | Colombie | Androni Giocattoli-Sidermec | + 0 s           |
| 8e | Juan Esteban Arango | Colombie | Colombie                    | + 0 s           |
| 9e | Richard Carapaz     | Équateur | Movistar Team               | + 0 s           |
| 10e | Edison Muñoz        | Colombie | Orgullo Paisa               | + 0 s           |

| \| Classement général \| Classement général \| Classement général \| Classement général \| Classement général \| \| Coureur \| Coureur \| Pays \| Équipe \| Temps \| \| ------------------ \| ------------------ \| ------------------ \| --------------------- \| ------------------ \| \| 1er \| Rigoberto Urán \| Colombie \| EF Education First \| 7 h 19 min 37 s \| \| 2e \| Daniel Martínez \| Colombie \| EF Education First \| + 0 s \| \| 3e \| Lawson Craddock \| États-Unis \| EF Education First \| + 0 s \| \| 4e \| Julian Alaphilippe \| France \| Deceuninck-Quick Step \| + 2 s \| \| 5e \| Egan Bernal \| Colombie \| Team Sky \| + 8 s \| \| 6e \| Bob Jungels \| Luxembourg \| Deceuninck-Quick Step \| + 8 s \| \| 7e \| Jhonatan Narváez \| Équateur \| Team Sky \| + 9 s \| \| 8e \| Iván Sosa \| Colombie \| Team Sky \| + 10 s \| \| 9e \| Christopher Froome \| Royaume-Uni \| Team Sky \| + 10 s \| \| 10e \| Sebastián Henao \| Colombie \| Team Sky \| + 10 s \| |                    |             |                       |                 |
| |                    |             |                       |                 |
| Source : ProCyclingStats |                    |             |                       |                 |
| Classement général |                    |             |                       |                 |
| Coureur | Coureur            | Pays        | Équipe                | Temps           |
| 1er | Rigoberto Urán     | Colombie    | EF Education First    | 7 h 19 min 37 s |
| 2e | Daniel Martínez    | Colombie    | EF Education First    | + 0 s           |
| 3e | Lawson Craddock    | États-Unis  | EF Education First    | + 0 s           |
| 4e | Julian Alaphilippe | France      | Deceuninck-Quick Step | + 2 s           |
| 5e | Egan Bernal        | Colombie    | Team Sky              | + 8 s           |
| 6e | Bob Jungels        | Luxembourg  | Deceuninck-Quick Step | + 8 s           |
| 7e | Jhonatan Narváez   | Équateur    | Team Sky              | + 9 s           |
| 8e | Iván Sosa          | Colombie    | Team Sky              | + 10 s          |
| 9e | Christopher Froome | Royaume-Uni | Team Sky              | + 10 s          |
| 10e | Sebastián Henao    | Colombie    | Team Sky              | + 10 s          |

### 4eétape
| \| Classement de l'étape \| Classement de l'étape \| Classement de l'étape \| Classement de l'étape \| Classement de l'étape \| \| Coureur \| Coureur \| Pays \| Équipe \| Temps \| \| --------------------- \| --------------------- \| --------------------- \| --------------------------- \| --------------------- \| \| 1er \| Bob Jungels \| Luxembourg \| Deceuninck-Quick Step \| 3 h 04 min 38 s \| \| 2e \| Mihkel Räim \| Estonie \| Israel Cycling Academy \| + 2 s \| \| 3e \| Julian Alaphilippe \| France \| Deceuninck-Quick Step \| + 2 s \| \| 4e \| David Villareal \| Équateur \| Équateur \| + 2 s \| \| 5e \| Hideto Nakane \| Japon \| Nippo-Vini Fantini-Faizanè \| + 2 s \| \| 6e \| Diego Ochoa \| Colombie \| Manzana Postobón \| + 2 s \| \| 7e \| Weimar Roldán \| Colombie \| Medellín \| + 2 s \| \| 8e \| Edwin Ávila \| Colombie \| Israel Cycling Academy \| + 2 s \| \| 9e \| Miguel Flórez \| Colombie \| Androni Giocattoli-Sidermec \| + 2 s \| \| 10e \| Daniel Muñoz \| Colombie \| Androni Giocattoli-Sidermec \| + 2 s \| |                    |            |                             |                 |
| |                    |            |                             |                 |
| Source : ProCyclingStats |                    |            |                             |                 |
| Classement de l'étape |                    |            |                             |                 |
| Coureur | Coureur            | Pays       | Équipe                      | Temps           |
| 1er | Bob Jungels        | Luxembourg | Deceuninck-Quick Step       | 3 h 04 min 38 s |
| 2e | Mihkel Räim        | Estonie    | Israel Cycling Academy      | + 2 s           |
| 3e | Julian Alaphilippe | France     | Deceuninck-Quick Step       | + 2 s           |
| 4e | David Villareal    | Équateur   | Équateur                    | + 2 s           |
| 5e | Hideto Nakane      | Japon      | Nippo-Vini Fantini-Faizanè  | + 2 s           |
| 6e | Diego Ochoa        | Colombie   | Manzana Postobón            | + 2 s           |
| 7e | Weimar Roldán      | Colombie   | Medellín                    | + 2 s           |
| 8e | Edwin Ávila        | Colombie   | Israel Cycling Academy      | + 2 s           |
| 9e | Miguel Flórez      | Colombie   | Androni Giocattoli-Sidermec | + 2 s           |
| 10e | Daniel Muñoz       | Colombie   | Androni Giocattoli-Sidermec | + 2 s           |

| \| Classement général \| Classement général \| Classement général \| Classement général \| Classement général \| \| Coureur \| Coureur \| Pays \| Équipe \| Temps \| \| ------------------ \| ------------------ \| ------------------ \| --------------------- \| ------------------ \| \| 1er \| Bob Jungels \| Luxembourg \| Deceuninck-Quick Step \| 10 h 24 min 13 s \| \| 2e \| Julian Alaphilippe \| France \| Deceuninck-Quick Step \| + 2 s \| \| 3e \| Rigoberto Urán \| Colombie \| EF Education First \| + 4 s \| \| 4e \| Daniel Martínez \| Colombie \| EF Education First \| + 4 s \| \| 5e \| Lawson Craddock \| États-Unis \| EF Education First \| + 4 s \| \| 6e \| Egan Bernal \| Colombie \| Team Sky \| + 12 s \| \| 7e \| Jhonatan Narváez \| Équateur \| Team Sky \| + 13 s \| \| 8e \| Iván Sosa \| Colombie \| Team Sky \| + 14 s \| \| 9e \| Sebastián Henao \| Colombie \| Team Sky \| + 14 s \| \| 10e \| Miguel Ángel López \| Colombie \| Astana \| + 18 s \| |                    |            |                       |                  |
| |                    |            |                       |                  |
| Source : ProCyclingStats |                    |            |                       |                  |
| Classement général |                    |            |                       |                  |
| Coureur | Coureur            | Pays       | Équipe                | Temps            |
| 1er | Bob Jungels        | Luxembourg | Deceuninck-Quick Step | 10 h 24 min 13 s |
| 2e | Julian Alaphilippe | France     | Deceuninck-Quick Step | + 2 s            |
| 3e | Rigoberto Urán     | Colombie   | EF Education First    | + 4 s            |
| 4e | Daniel Martínez    | Colombie   | EF Education First    | + 4 s            |
| 5e | Lawson Craddock    | États-Unis | EF Education First    | + 4 s            |
| 6e | Egan Bernal        | Colombie   | Team Sky              | + 12 s           |
| 7e | Jhonatan Narváez   | Équateur   | Team Sky              | + 13 s           |
| 8e | Iván Sosa          | Colombie   | Team Sky              | + 14 s           |
| 9e | Sebastián Henao    | Colombie   | Team Sky              | + 14 s           |
| 10e | Miguel Ángel López | Colombie   | Astana                | + 18 s           |

### 5eétape
Les deux colombiens D. Martínez et I. Sosa font ensemble la dernière montée. Dans les derniers kilomètres de l'ascension un groupe de favoris se rapproche dont un trio se détache: M. A. López, R. Carapaz et J. Alaphilippe. Ils rejoignent le duo après la descente en entrant dans La Unión. Alaphilippe accélère pour remporter l'étape et obtenir une avance au général devant Martínez.
| \| Classement de l'étape \| Classement de l'étape \| Classement de l'étape \| Classement de l'étape \| Classement de l'étape \| \| Coureur \| Coureur \| Pays \| Équipe \| Temps \| \| --------------------- \| --------------------- \| --------------------- \| -------------------------- \| --------------------- \| \| 1er \| Julian Alaphilippe \| France \| Deceuninck-Quick Step \| 4 h 16 min 44 s \| \| 2e \| Miguel Ángel López \| Colombie \| Astana \| + 0 s \| \| 3e \| Richard Carapaz \| Équateur \| Movistar Team \| + 0 s \| \| 4e \| Daniel Martínez \| Colombie \| EF Education First \| + 0 s \| \| 5e \| Iván Sosa \| Colombie \| Team Sky \| + 6 s \| \| 6e \| Bob Jungels \| Luxembourg \| Deceuninck-Quick Step \| + 42 s \| \| 7e \| Rigoberto Urán \| Colombie \| EF Education First \| + 42 s \| \| 8e \| Alejandro Osorio \| Colombie \| Nippo-Vini Fantini-Faizanè \| + 42 s \| \| 9e \| Nairo Quintana \| Colombie \| Movistar Team \| + 42 s \| \| 10e \| Egan Bernal \| Colombie \| Team Sky \| + 42 s \| |                    |            |                            |                 |
| |                    |            |                            |                 |
| Source : ProCyclingStats |                    |            |                            |                 |
| Classement de l'étape |                    |            |                            |                 |
| Coureur | Coureur            | Pays       | Équipe                     | Temps           |
| 1er | Julian Alaphilippe | France     | Deceuninck-Quick Step      | 4 h 16 min 44 s |
| 2e | Miguel Ángel López | Colombie   | Astana                     | + 0 s           |
| 3e | Richard Carapaz    | Équateur   | Movistar Team              | + 0 s           |
| 4e | Daniel Martínez    | Colombie   | EF Education First         | + 0 s           |
| 5e | Iván Sosa          | Colombie   | Team Sky                   | + 6 s           |
| 6e | Bob Jungels        | Luxembourg | Deceuninck-Quick Step      | + 42 s          |
| 7e | Rigoberto Urán     | Colombie   | EF Education First         | + 42 s          |
| 8e | Alejandro Osorio   | Colombie   | Nippo-Vini Fantini-Faizanè | + 42 s          |
| 9e | Nairo Quintana     | Colombie   | Movistar Team              | + 42 s          |
| 10e | Egan Bernal        | Colombie   | Team Sky                   | + 42 s          |

| \| Classement général \| Classement général \| Classement général \| Classement général \| Classement général \| \| Coureur \| Coureur \| Pays \| Équipe \| Temps \| \| ------------------ \| ------------------ \| ------------------ \| --------------------- \| ------------------ \| \| 1er \| Julian Alaphilippe \| France \| Deceuninck-Quick Step \| 14 h 40 min 46 s \| \| 2e \| Daniel Martínez \| Colombie \| EF Education First \| + 8 s \| \| 3e \| Miguel Ángel López \| Colombie \| Astana \| + 23 s \| \| 4e \| Iván Sosa \| Colombie \| Team Sky \| + 29 s \| \| 5e \| Bob Jungels \| Luxembourg \| Deceuninck-Quick Step \| + 53 s \| \| 6e \| Richard Carapaz \| Équateur \| Movistar Team \| + 55 s \| \| 7e \| Rigoberto Urán \| Colombie \| EF Education First \| + 57 s \| \| 8e \| Lawson Craddock \| États-Unis \| EF Education First \| + 57 s \| \| 9e \| Egan Bernal \| Colombie \| Team Sky \| + 1 min 05 s \| \| 10e \| Óscar Sevilla \| Espagne \| Medellín \| + 1 min 27 s \| |                    |            |                       |                  |
| |                    |            |                       |                  |
| Source : ProCyclingStats |                    |            |                       |                  |
| Classement général |                    |            |                       |                  |
| Coureur | Coureur            | Pays       | Équipe                | Temps            |
| 1er | Julian Alaphilippe | France     | Deceuninck-Quick Step | 14 h 40 min 46 s |
| 2e | Daniel Martínez    | Colombie   | EF Education First    | + 8 s            |
| 3e | Miguel Ángel López | Colombie   | Astana                | + 23 s           |
| 4e | Iván Sosa          | Colombie   | Team Sky              | + 29 s           |
| 5e | Bob Jungels        | Luxembourg | Deceuninck-Quick Step | + 53 s           |
| 6e | Richard Carapaz    | Équateur   | Movistar Team         | + 55 s           |
| 7e | Rigoberto Urán     | Colombie   | EF Education First    | + 57 s           |
| 8e | Lawson Craddock    | États-Unis | EF Education First    | + 57 s           |
| 9e | Egan Bernal        | Colombie   | Team Sky              | + 1 min 05 s     |
| 10e | Óscar Sevilla      | Espagne    | Medellín              | + 1 min 27 s     |

### 6eétape
| \| Classement de l'étape \| Classement de l'étape \| Classement de l'étape \| Classement de l'étape \| Classement de l'étape \| \| Coureur \| Coureur \| Pays \| Équipe \| Temps \| \| --------------------- \| --------------------- \| --------------------- \| --------------------- \| --------------------- \| \| 1er \| Nairo Quintana \| Colombie \| Movistar Team \| 3 h 57 min 19 s \| \| 2e \| Iván Sosa \| Colombie \| Team Sky \| + 8 s \| \| 3e \| Miguel Ángel López \| Colombie \| Astana \| + 8 s \| \| 4e \| Egan Bernal \| Colombie \| Team Sky \| + 16 s \| \| 5e \| Rigoberto Urán \| Colombie \| EF Education First \| + 1 min 01 s \| \| 6e \| Daniel Martínez \| Colombie \| EF Education First \| + 1 min 01 s \| \| 7e \| Jhojan García \| Colombie \| Manzana Postobón \| + 1 min 27 s \| \| 8e \| Didier Chaparro \| Colombie \| Orgullo Paisa \| + 1 min 32 s \| \| 9e \| Sergio Henao \| Colombie \| UAE Team Emirates \| + 1 min 36 s \| \| 10e \| Jhonatan Narváez \| Équateur \| Team Sky \| + 1 min 40 s \| |                    |          |                    |                 |
| |                    |          |                    |                 |
| Source : ProCyclingStats |                    |          |                    |                 |
| Classement de l'étape |                    |          |                    |                 |
| Coureur | Coureur            | Pays     | Équipe             | Temps           |
| 1er | Nairo Quintana     | Colombie | Movistar Team      | 3 h 57 min 19 s |
| 2e | Iván Sosa          | Colombie | Team Sky           | + 8 s           |
| 3e | Miguel Ángel López | Colombie | Astana             | + 8 s           |
| 4e | Egan Bernal        | Colombie | Team Sky           | + 16 s          |
| 5e | Rigoberto Urán     | Colombie | EF Education First | + 1 min 01 s    |
| 6e | Daniel Martínez    | Colombie | EF Education First | + 1 min 01 s    |
| 7e | Jhojan García      | Colombie | Manzana Postobón   | + 1 min 27 s    |
| 8e | Didier Chaparro    | Colombie | Orgullo Paisa      | + 1 min 32 s    |
| 9e | Sergio Henao       | Colombie | UAE Team Emirates  | + 1 min 36 s    |
| 10e | Jhonatan Narváez   | Équateur | Team Sky           | + 1 min 40 s    |

## Classements finals

### Classement général
| \| Classement général \| Classement général \| Classement général \| Classement général \| Classement général \| \| Coureur \| Coureur \| Pays \| Équipe \| Temps \| \| ------------------ \| ------------------ \| ------------------ \| -------------------------------- \| ------------------ \| \| 1er \| Miguel Ángel López \| Colombie \| Astana \| 18 h 38 min 32 s \| \| 2e \| Iván Sosa \| Colombie \| Team Sky \| + 4 s \| \| 3e \| Daniel Martínez \| Colombie \| EF Education First \| + 42 s \| \| 4e \| Egan Bernal \| Colombie \| Team Sky \| + 54 s \| \| 5e \| Nairo Quintana \| Colombie \| Movistar Team \| + 1 min 04 s \| \| 6e \| Rigoberto Urán \| Colombie \| EF Education First \| + 1 min 31 s \| \| 7e \| Julian Alaphilippe \| France \| Deceuninck-Quick Step \| + 1 min 33 s \| \| 8e \| Sergio Henao \| Colombie \| UAE Team Emirates \| + 2 min 41 s \| \| 9e \| Richard Carapaz \| Équateur \| Movistar Team \| + 2 min 46 s \| \| 10e \| Rodrigo Contreras \| Colombie \| Astana \| + 2 min 47 s \| \| 11e \| Alejandro Osorio \| Colombie \| Nippo-Vini Fantini-Faizanè \| + 3 min 31 s \| \| 12e \| Freddy Montaña \| Colombie \| EPM \| + 3 min 31 s \| \| 13e \| Winner Anacona \| Colombie \| Movistar Team \| + 3 min 37 s \| \| 14e \| Edward Beltrán \| Colombie \| Medellín \| + 3 min 37 s \| \| 15e \| Óscar Quiroz \| Colombie \| Coldeportes Bicicletas Strongman \| + 3 min 40 s \| |                    |          |                                  |                  |
| |                    |          |                                  |                  |
| Source : ProCyclingStats |                    |          |                                  |                  |
| Classement général |                    |          |                                  |                  |
| Coureur | Coureur            | Pays     | Équipe                           | Temps            |
| 1er | Miguel Ángel López | Colombie | Astana                           | 18 h 38 min 32 s |
| 2e | Iván Sosa          | Colombie | Team Sky                         | + 4 s            |
| 3e | Daniel Martínez    | Colombie | EF Education First               | + 42 s           |
| 4e | Egan Bernal        | Colombie | Team Sky                         | + 54 s           |
| 5e | Nairo Quintana     | Colombie | Movistar Team                    | + 1 min 04 s     |
| 6e | Rigoberto Urán     | Colombie | EF Education First               | + 1 min 31 s     |
| 7e | Julian Alaphilippe | France   | Deceuninck-Quick Step            | + 1 min 33 s     |
| 8e | Sergio Henao       | Colombie | UAE Team Emirates                | + 2 min 41 s     |
| 9e | Richard Carapaz    | Équateur | Movistar Team                    | + 2 min 46 s     |
| 10e | Rodrigo Contreras  | Colombie | Astana                           | + 2 min 47 s     |
| 11e | Alejandro Osorio   | Colombie | Nippo-Vini Fantini-Faizanè       | + 3 min 31 s     |
| 12e | Freddy Montaña     | Colombie | EPM                              | + 3 min 31 s     |
| 13e | Winner Anacona     | Colombie | Movistar Team                    | + 3 min 37 s     |
| 14e | Edward Beltrán     | Colombie | Medellín                         | + 3 min 37 s     |
| 15e | Óscar Quiroz       | Colombie | Coldeportes Bicicletas Strongman | + 3 min 40 s     |

### Classements annexes
| Classement par points | Classement par points | Classement par points | Classement par points | Classement par points |
| Coureur               | Coureur               | Pays                  | Équipe                | Points                |
| --------------------- | --------------------- | --------------------- | --------------------- | --------------------- |
| 1er                   | Julian Alaphilippe    | France                | Deceuninck-Quick Step | 40 pts                |
| 2e                    | Miguel Ángel López    | Colombie              | Astana                | 38 pts                |
| 3e                    | Sebastián Molano      | Colombie              | UAE Team Emirates     | 25 pts                |
| 4e                    | Egan Bernal           | Colombie              | Team Sky              | 22 pts                |
| 5e                    | Bob Jungels           | Luxembourg            | Deceuninck-Quick Step | 21 pts                |
| 6e                    | Iván Sosa             | Colombie              | Team Sky              | 21 pts                |
| 7e                    | Daniel Martínez       | Colombie              | EF Education First    | 21 pts                |
| 8e                    | Diego Ochoa           | Colombie              | Manzana Postobón      | 19 pts                |
| 9e                    | Nairo Quintana        | Colombie              | Movistar Team         | 18 pts                |
| 10e                   | Álvaro Hodeg          | Colombie              | Deceuninck-Quick Step | 18 pts                |

| Classement par points | Classement par points | Classement par points | Classement par points | Classement par points |
| Coureur               | Coureur               | Pays                  | Équipe                | Points                |
| --------------------- | --------------------- | --------------------- | --------------------- | --------------------- |
| 1er                   | Julian Alaphilippe    | France                | Deceuninck-Quick Step | 40 pts                |
| 2e                    | Miguel Ángel López    | Colombie              | Astana                | 38 pts                |
| 3e                    | Sebastián Molano      | Colombie              | UAE Team Emirates     | 25 pts                |
| 4e                    | Egan Bernal           | Colombie              | Team Sky              | 22 pts                |
| 5e                    | Bob Jungels           | Luxembourg            | Deceuninck-Quick Step | 21 pts                |
| 6e                    | Iván Sosa             | Colombie              | Team Sky              | 21 pts                |
| 7e                    | Daniel Martínez       | Colombie              | EF Education First    | 21 pts                |
| 8e                    | Diego Ochoa           | Colombie              | Manzana Postobón      | 19 pts                |
| 9e                    | Nairo Quintana        | Colombie              | Movistar Team         | 18 pts                |
| 10e                   | Álvaro Hodeg          | Colombie              | Deceuninck-Quick Step | 18 pts                |

| Classement de la montagne | Classement de la montagne | Classement de la montagne | Classement de la montagne        | Classement de la montagne |
| Coureur                   | Coureur                   | Pays                      | Équipe                           | Points                    |
| ------------------------- | ------------------------- | ------------------------- | -------------------------------- | ------------------------- |
| 1er                       | Iván Sosa                 | Colombie                  | Team Sky                         | 13 pts                    |
| 2e                        | Miguel Ángel López        | Colombie                  | Astana                           | 12 pts                    |
| 3e                        | Alexis Camacho            | Colombie                  | Coldeportes-Zenú                 | 12 pts                    |
| 4e                        | Nairo Quintana            | Colombie                  | Movistar Team                    | 10 pts                    |
| 5e                        | Daniel Martínez           | Colombie                  | EF Education First               | 7 pts                     |
| 6e                        | Óscar Quiroz              | Colombie                  | Coldeportes Bicicletas Strongman | 7 pts                     |
| 7e                        | William Muñoz             | Colombie                  | Coldeportes Bicicletas Strongman | 6 pts                     |
| 8e                        | José Tito Hernández       | Colombie                  | Orgullo Paisa                    | 4 pts                     |
| 9e                        | Egan Bernal               | Colombie                  | Team Sky                         | 4 pts                     |
| 10e                       | Fabio Duarte              | Colombie                  | Medellín                         | 4 pts                     |

| Classement de la montagne | Classement de la montagne | Classement de la montagne | Classement de la montagne        | Classement de la montagne |
| Coureur                   | Coureur                   | Pays                      | Équipe                           | Points                    |
| ------------------------- | ------------------------- | ------------------------- | -------------------------------- | ------------------------- |
| 1er                       | Iván Sosa                 | Colombie                  | Team Sky                         | 13 pts                    |
| 2e                        | Miguel Ángel López        | Colombie                  | Astana                           | 12 pts                    |
| 3e                        | Alexis Camacho            | Colombie                  | Coldeportes-Zenú                 | 12 pts                    |
| 4e                        | Nairo Quintana            | Colombie                  | Movistar Team                    | 10 pts                    |
| 5e                        | Daniel Martínez           | Colombie                  | EF Education First               | 7 pts                     |
| 6e                        | Óscar Quiroz              | Colombie                  | Coldeportes Bicicletas Strongman | 7 pts                     |
| 7e                        | William Muñoz             | Colombie                  | Coldeportes Bicicletas Strongman | 6 pts                     |
| 8e                        | José Tito Hernández       | Colombie                  | Orgullo Paisa                    | 4 pts                     |
| 9e                        | Egan Bernal               | Colombie                  | Team Sky                         | 4 pts                     |
| 10e                       | Fabio Duarte              | Colombie                  | Medellín                         | 4 pts                     |

| Classement du meilleur jeune | Classement du meilleur jeune | Classement du meilleur jeune | Classement du meilleur jeune     | Classement du meilleur jeune |
| Coureur                      | Coureur                      | Pays                         | Équipe                           | Temps                        |
| ---------------------------- | ---------------------------- | ---------------------------- | -------------------------------- | ---------------------------- |
| 1er                          | Miguel Ángel López           | Colombie                     | Astana                           | 18 h 38 min 32 s             |
| 2e                           | Iván Sosa                    | Colombie                     | Team Sky                         | + 4 s                        |
| 3e                           | Daniel Martínez              | Colombie                     | EF Education First               | + 42 s                       |
| 4e                           | Egan Bernal                  | Colombie                     | Team Sky                         | + 54 s                       |
| 5e                           | Rodrigo Contreras            | Colombie                     | Astana                           | + 2 min 47 s                 |
| 6e                           | Alejandro Osorio             | Colombie                     | Nippo-Vini Fantini-Faizanè       | + 3 min 31 s                 |
| 7e                           | Óscar Quiroz                 | Colombie                     | Coldeportes Bicicletas Strongman | + 3 min 40 s                 |
| 8e                           | Miguel Flórez                | Colombie                     | Androni Giocattoli-Sidermec      | + 4 min 05 s                 |
| 9e                           | Jefferson Cepeda             | Équateur                     | Équateur                         | + 4 min 14 s                 |
| 10e                          | Harold Tejada                | Colombie                     | Medellín                         | + 4 min 44 s                 |

| Classement du meilleur jeune | Classement du meilleur jeune | Classement du meilleur jeune | Classement du meilleur jeune     | Classement du meilleur jeune |
| Coureur                      | Coureur                      | Pays                         | Équipe                           | Temps                        |
| ---------------------------- | ---------------------------- | ---------------------------- | -------------------------------- | ---------------------------- |
| 1er                          | Miguel Ángel López           | Colombie                     | Astana                           | 18 h 38 min 32 s             |
| 2e                           | Iván Sosa                    | Colombie                     | Team Sky                         | + 4 s                        |
| 3e                           | Daniel Martínez              | Colombie                     | EF Education First               | + 42 s                       |
| 4e                           | Egan Bernal                  | Colombie                     | Team Sky                         | + 54 s                       |
| 5e                           | Rodrigo Contreras            | Colombie                     | Astana                           | + 2 min 47 s                 |
| 6e                           | Alejandro Osorio             | Colombie                     | Nippo-Vini Fantini-Faizanè       | + 3 min 31 s                 |
| 7e                           | Óscar Quiroz                 | Colombie                     | Coldeportes Bicicletas Strongman | + 3 min 40 s                 |
| 8e                           | Miguel Flórez                | Colombie                     | Androni Giocattoli-Sidermec      | + 4 min 05 s                 |
| 9e                           | Jefferson Cepeda             | Équateur                     | Équateur                         | + 4 min 14 s                 |
| 10e                          | Harold Tejada                | Colombie                     | Medellín                         | + 4 min 44 s                 |

| Classement des sprints | Classement des sprints | Classement des sprints | Classement des sprints           | Classement des sprints |
| Coureur                | Coureur                | Pays                   | Équipe                           | Points                 |
| ---------------------- | ---------------------- | ---------------------- | -------------------------------- | ---------------------- |
| 1er                    | Óscar Sevilla          | Espagne                | Medellín                         | 10 pts                 |
| 2e                     | Miguel Ángel López     | Colombie               | Astana                           | 8 pts                  |
| 3e                     | Steven Cuesta          | Colombie               | Deprisa                          | 8 pts                  |
| 4e                     | Daniel Martínez        | Colombie               | EF Education First               | 7 pts                  |
| 5e                     | Edwin Ávila            | Colombie               | Israel Cycling Academy           | 6 pts                  |
| 6e                     | Marvin Angarita        | Colombie               | Coldeportes Bicicletas Strongman | 6 pts                  |
| 7e                     | Juan Esteban Arango    | Colombie               | Medellín                         | 6 pts                  |
| 8e                     | Miguel Ángel Rubiano   | Colombie               | Coldeportes-Zenú                 | 4 pts                  |
| 9e                     | José Tito Hernández    | Colombie               | Orgullo Paisa                    | 4 pts                  |
| 10e                    | Julian Alaphilippe     | France                 | Deceuninck-Quick Step            | 3 pts                  |

| Classement des sprints | Classement des sprints | Classement des sprints | Classement des sprints           | Classement des sprints |
| Coureur                | Coureur                | Pays                   | Équipe                           | Points                 |
| ---------------------- | ---------------------- | ---------------------- | -------------------------------- | ---------------------- |
| 1er                    | Óscar Sevilla          | Espagne                | Medellín                         | 10 pts                 |
| 2e                     | Miguel Ángel López     | Colombie               | Astana                           | 8 pts                  |
| 3e                     | Steven Cuesta          | Colombie               | Deprisa                          | 8 pts                  |
| 4e                     | Daniel Martínez        | Colombie               | EF Education First               | 7 pts                  |
| 5e                     | Edwin Ávila            | Colombie               | Israel Cycling Academy           | 6 pts                  |
| 6e                     | Marvin Angarita        | Colombie               | Coldeportes Bicicletas Strongman | 6 pts                  |
| 7e                     | Juan Esteban Arango    | Colombie               | Medellín                         | 6 pts                  |
| 8e                     | Miguel Ángel Rubiano   | Colombie               | Coldeportes-Zenú                 | 4 pts                  |
| 9e                     | José Tito Hernández    | Colombie               | Orgullo Paisa                    | 4 pts                  |
| 10e                    | Julian Alaphilippe     | France                 | Deceuninck-Quick Step            | 3 pts                  |

#### Classement par équipes
| Classement par équipes | Classement par équipes           | Classement par équipes | Classement par équipes |
| Équipe                 | Équipe                           | Pays                   | Temps                  |
| ---------------------- | -------------------------------- | ---------------------- | ---------------------- |
| 1re                    | EF Education First               | États-Unis             | 55 h 31 min 37 s       |
| 2e                     | Movistar Team                    | Espagne                | + 2 s                  |
| 3e                     | Sky                              | Royaume-Uni            | + 2 min 35 s           |
| 4e                     | Medellín                         | Colombie               | + 5 min 21 s           |
| 5e                     | Coldeportes Bicicletas Strongman | Colombie               | + 5 min 37 s           |
| 6e                     | Astana                           | Kazakhstan             | + 19 min 31 s          |
| 7e                     | Orgullo Paisa                    | Colombie               | + 24 min 16 s          |
| 8e                     | EPM-Scott                        | Colombie               | + 25 min 06 s          |
| 9e                     | Manzana Postobón                 | Colombie               | + 32 min 47 s          |
| 10e                    | Équateur                         | Équateur               | + 42 min 50 s          |

## Classements UCI
La course attribue le même nombre de points pour l'UCI America Tour 2019 et le Classement mondial UCI (pour tous les coureurs), l'épreuve affecte les points comme suit :
| Position           | 1er | 2e | 3e | 4e | 5e | 6e | 7e | 8e | 9e | 10e | 11e | 12e | 13e à 15e | 16e à 25e |
| Classement général | 125 | 85 | 70 | 60 | 50 | 40 | 35 | 30 | 25 | 20  | 15  | 10  | 5         | 3         |
| Par étapes         | 14  | 5  | 3  |    |    |    |    |    |    |     |     |     |           |           |
| Leader             | 3   |    |    |    |    |    |    |    |    |     |     |     |           |           |

| Classement | Classement | Classement | Classement | Classement | Classement | Classement |
| Pos        | Coureur    | Équipe     | Général    | Étape      | Leader     | Total      |
| ---------- | ---------- | ---------- | ---------- | ---------- | ---------- | ---------- |

## Évolution des classements
| Étape              | Vainqueur          | Classement général | Classement de la montagne | Classement par points | Classement des jeunes | Classement de la combativité | Classement des sprints | Classement par équipes |
| ------------------ | ------------------ | ------------------ | ------------------------- | --------------------- | --------------------- | ---------------------------- | ---------------------- | ---------------------- |
| 1                  | EF Education First | Rigoberto Urán     | Rigoberto Urán            | Rigoberto Urán        | Álvaro Hodeg          | Daniel Martínez              | non-décerné            | EF Education First     |
| 2                  | Álvaro Hodeg       | Álvaro Hodeg       | José Tito Hernández       | Álvaro Hodeg          | Álvaro Hodeg          | Óscar Sevilla                | Steven Cuesta          | EF Education First     |
| 3                  | Sebastián Molano   | Rigoberto Urán     | William Muñoz             | Sebastián Molano      | Daniel Martínez       | Fabio Duarte                 | Marvin Angarita        | EF Education First     |
| 4                  | Bob Jungels        | Bob Jungels        | William Muñoz             | Sebastián Molano      | Daniel Martínez       | Miguel Ángel López           | Miguel Ángel López     | EF Education First     |
| 5                  | Julian Alaphilippe | Julian Alaphilippe | Alexis Camacho            | Julian Alaphilippe    | Daniel Martínez       | Óscar Quiroz                 | Óscar Sevilla          | EF Education First     |
| 6                  | Nairo Quintana     | Miguel Ángel López | Iván Sosa                 | Julian Alaphilippe    | Miguel Ángel López    | Edwin Avila                  | Óscar Sevilla          | EF Education First     |
| Classements finals | Classements finals | Miguel Ángel López | Iván Sosa                 | Julian Alaphilippe    | Miguel Ángel López    | non-décerné                  | Óscar Sevilla          | EF Education First     |

## Liste des participants
| Team Sky SKY | Team Sky SKY               | Team Sky SKY |
| ------------ | -------------------------- | ------------ |
| Num          | Coureur                    | Pos          |
| 1            | Egan Bernal (COL)          | 4e           |
| 2            | Jonathan Castroviejo (ESP) | 88e          |
| 3            | Christopher Froome (GBR)   | 91e          |
| 4            | Sebastián Henao (COL)      | 35e          |
| 5            | Jhonatan Narváez (ECU)     | 29e          |
| 6            | Iván Sosa (COL)            | 2e           |

| Movistar Team MOV | Movistar Team MOV       | Movistar Team MOV |
| ----------------- | ----------------------- | ----------------- |
| Num               | Coureur                 | Pos               |
| 11                | Winner Anacona (COL)    | 13e               |
| 12                | Jorge Arcas (ESP)       | 74e               |
| 13                | Richard Carapaz (ECU)   | 9e                |
| 14                | Nairo Quintana (COL)    | 5e                |
| 15                | Eduardo Sepúlveda (ARG) | 101e              |
| 16                | Marc Soler (ESP)        | 39e               |

| EF Education First EF1 | EF Education First EF1 | EF Education First EF1 |
| ---------------------- | ---------------------- | ---------------------- |
| Num                    | Coureur                | Pos                    |
| 21                     | Nathan Brown (USA)     | 54e                    |
| 22                     | Lawson Craddock (USA)  | 16e                    |
| 23                     | Taylor Phinney (USA)   | 136e                   |
| 24                     | Alex Howes (USA)       | 100e                   |
| 25                     | Daniel Martínez (COL)  | 3e                     |
| 26                     | Rigoberto Urán (COL)   | 6e                     |

| Deceuninck-Quick Step DQT | Deceuninck-Quick Step DQT | Deceuninck-Quick Step DQT |
| ------------------------- | ------------------------- | ------------------------- |
| Num                       | Coureur                   | Pos                       |
| 31                        | Julian Alaphilippe (FRA)  | 7e                        |
| 32                        | Álvaro Hodeg (COL)        | 110e                      |
| 33                        | Bob Jungels (LUX)         | 28e                       |
| 34                        | Iljo Keisse (BEL)         | 122e                      |
| 35                        | Maximiliano Richeze (ARG) | 114e                      |
| 36                        | Petr Vakoč (CZE)          | 112e                      |

| Astana AST | Astana AST               | Astana AST |
| ---------- | ------------------------ | ---------- |
| Num        | Coureur                  | Pos        |
| 41         | Miguel Ángel López (COL) | 1er        |
| 42         | Hernando Bohórquez (COL) | 89e        |
| 43         | Rodrigo Contreras (COL)  | 10e        |
| 44         | Jan Hirt (CZE)           | 51e        |
| 45         | Nikita Stalnow (KAZ)     | 86e        |
| 46         | Davide Villella (ITA)    | 67e        |

| UAE Team Emirates UAD | UAE Team Emirates UAD  | UAE Team Emirates UAD |
| --------------------- | ---------------------- | --------------------- |
| Num                   | Coureur                | Pos                   |
| 51                    | Tom Bohli (SUI)        | 131e                  |
| 52                    | Fernando Gaviria (COL) | NP-3                  |
| 53                    | Sergio Henao (COL)     | 8e                    |
| 54                    | Sebastián Molano (COL) | 94e                   |
| 55                    | Cristian Muñoz (COL)   | 27e                   |
| 56                    | Oliviero Troia (ITA)   | 130e                  |

| Androni Giocattoli-Sidermec ANS | Androni Giocattoli-Sidermec ANS | Androni Giocattoli-Sidermec ANS |
| ------------------------------- | ------------------------------- | ------------------------------- |
| Num                             | Coureur                         | Pos                             |
| 61                              | Matteo Pelucchi (ITA)           | AB-2                            |
| 62                              | Marco Benfatto (ITA)            | AB-3                            |
| 63                              | Miguel Flórez (COL)             | 17e                             |
| 64                              | Julián Cardona (COL)            | AB-5                            |
| 65                              | Daniel Muñoz (COL)              | 40e                             |
| 66                              | Kevin Rivera (CRC)              | 82e                             |

| Bardiani CSF BRD | Bardiani CSF BRD        | Bardiani CSF BRD |
| ---------------- | ----------------------- | ---------------- |
| Num              | Coureur                 | Pos              |
| 71               | Enrico Barbin (ITA)     | 60e              |
| 72               | Michael Bresciani (ITA) | AB-5             |
| 73               | Andrea Guardini (ITA)   | AB-3             |
| 74               | Mirco Maestri (ITA)     | 77e              |
| 75               | Marco Maronese (ITA)    | 117e             |
| 76               | Paolo Simion (ITA)      | 111e             |

| Hagens Berman Axeon HBA | Hagens Berman Axeon HBA | Hagens Berman Axeon HBA |
| ----------------------- | ----------------------- | ----------------------- |
| Num                     | Coureur                 | Pos                     |
| 81                      | João Almeida (POR)      | 118e                    |
| 82                      | Edward Anderson (USA)   | 90e                     |
| 83                      | Jonny Brown (USA)       | AB-5                    |
| 84                      | Cole Davis (USA)        | 116e                    |
| 85                      | Sean Quinn (USA)        | 81e                     |
| 86                      | Karel Vacek (CZE)       | AB-5                    |

| Israel Cycling Academy ICA | Israel Cycling Academy ICA | Israel Cycling Academy ICA |
| -------------------------- | -------------------------- | -------------------------- |
| Num                        | Coureur                    | Pos                        |
| 91                         | Edwin Ávila (COL)          | 72e                        |
| 92                         | Matteo Badilatti (SUI)     | 87e                        |
| 93                         | Clément Carisey (FRA)      | 113e                       |
| 94                         | Roy Goldstein (ISR)        | AB-5                       |
| 95                         | Mihkel Räim (EST)          | AB-5                       |
| 96                         | Daniel Turek (CZE)         | 78e                        |

| Neri Sottoli-Selle Italia-KTM NSK | Neri Sottoli-Selle Italia-KTM NSK | Neri Sottoli-Selle Italia-KTM NSK |
| --------------------------------- | --------------------------------- | --------------------------------- |
| Num                               | Coureur                           | Pos                               |
| 101                               | Dayer Quintana (COL)              | 24e                               |
| 102                               | Liam Bertazzo (ITA)               | AB-2                              |
| 103                               | Sebastian Schönberger (AUT)       | 59e                               |
| 104                               | Etienne van Empel (NED)           | 107e                              |
| 105                               | Luca Pacioni (ITA)                | 119e                              |
| 106                               | Lorenzo Fortunato (ITA)           | 108e                              |

| Nippo-Vini Fantini-Faizanè NIP | Nippo-Vini Fantini-Faizanè NIP | Nippo-Vini Fantini-Faizanè NIP |
| ------------------------------ | ------------------------------ | ------------------------------ |
| Num                            | Coureur                        | Pos                            |
| 111                            | Rubén Acosta (COL)             | 76e                            |
| 112                            | Masakazu Ito (JPN)             | 95e                            |
| 113                            | Imerio Cima (ITA)              | 123e                           |
| 114                            | Hideto Nakane (JPN)            | AB-5                           |
| 115                            | Alejandro Osorio (COL)         | 11e                            |
| 116                            | Ivan Santaromita (ITA)         | NP-6                           |

| Manzana Postobón MZN | Manzana Postobón MZN     | Manzana Postobón MZN |
| -------------------- | ------------------------ | -------------------- |
| Num                  | Coureur                  | Pos                  |
| 121                  | Jhojan García (COL)      | 36e                  |
| 122                  | Aldemar Reyes (COL)      | 34e                  |
| 123                  | Daniel Jaramillo (COL)   | 71e                  |
| 124                  | Diego Ochoa (COL)        | 33e                  |
| 125                  | Wilmar Paredes (COL)     | 102e                 |
| 126                  | Juan Felipe Osorio (COL) | 66e                  |

| IAM Excelsior IAM | IAM Excelsior IAM       | IAM Excelsior IAM |
| ----------------- | ----------------------- | ----------------- |
| Num               | Coureur                 | Pos               |
| 131               | Simon Pellaud (SUI)     | 58e               |
| 132               | Dylan Page (SUI)        | AB-5              |
| 133               | Anthony Rappo (SUI)     | 63e               |
| 134               | Antoine Debons (SUI)    | 121e              |
| 135               | Joab Schneiter (SUI)    | 56e               |
| 136               | Samuele Zoccarato (ITA) | 99e               |

| Efapel EFP | Efapel EFP             | Efapel EFP |
| ---------- | ---------------------- | ---------- |
| Num        | Coureur                | Pos        |
| 141        | Sérgio Paulinho (POR)  | AB-3       |
| 142        | Joni Brandão (POR)     | AB-5       |
| 143        | Rafael Silva (POR)     | 125e       |
| 144        | Bruno Silva (POR)      | AB-5       |
| 145        | Marcos Jurado (ESP)    | 80e        |
| 146        | Fabricio Ferrari (URU) | 127e       |

| Medellín MED | Medellín MED         | Medellín MED |
| ------------ | -------------------- | ------------ |
| Num          | Coureur              | Pos          |
| 151          | Óscar Sevilla (ESP)  | 19e          |
| 152          | Walter Vargas (COL)  | 115e         |
| 153          | Weimar Roldán (COL)  | 93e          |
| 154          | Fabio Duarte (COL)   | 46e          |
| 155          | Edward Beltrán (COL) | 14e          |
| 156          | Harold Tejada (COL)  | 20e          |

| Aevolo AEV | Aevolo AEV            | Aevolo AEV |
| ---------- | --------------------- | ---------- |
| Num        | Coureur               | Pos        |
| 161        | Alex Hoehn (USA)      | 41e        |
| 162        | Luis Villalobos (MEX) | AB-3       |
| 163        | Fernando Islas (MEX)  | AB-5       |
| 164        | Gabriel Rojas (CRC)   | 128e       |
| 165        | Cade Bickmore (USA)   | AB-5       |
| 166        | Riley Sheehan (USA)   | AB-5       |

| EPM | EPM                   | EPM |
| --- | --------------------- | --- |
| Num | Coureur               | Pos |
| 171 | Alexander Gil (COL)   | 22e |
| 172 | Janier Acevedo (COL)  | 62e |
| 173 | Freddy Montaña (COL)  | 12e |
| 174 | Edwin Carvajal (COL)  | 49e |
| 175 | Jaime Castañeda (COL) | 97e |
| 176 | Jairo Salas (COL)     | 64e |

| Coldeportes Bicicletas Strongman BSM | Coldeportes Bicicletas Strongman BSM | Coldeportes Bicicletas Strongman BSM |
| ------------------------------------ | ------------------------------------ | ------------------------------------ |
| Num                                  | Coureur                              | Pos                                  |
| 181                                  | Aristóbulo Cala (COL)                | 104e                                 |
| 182                                  | Óscar Quiroz (COL)                   | 15e                                  |
| 183                                  | Brayan Hernández (COL)               | 25e                                  |
| 184                                  | Jhonatan Cañaveral (COL)             | 26e                                  |
| 185                                  | William Muñoz (COL)                  | 103e                                 |
| 186                                  | Eduardo Estrada (COL)                | 129e                                 |

| GW Shimano GWS | GW Shimano GWS            | GW Shimano GWS |
| -------------- | ------------------------- | -------------- |
| Num            | Coureur                   | Pos            |
| 191            | Juan Pablo Suárez (COL)   | 31e            |
| 192            | José Serpa (COL)          | 75e            |
| 193            | Luis Felipe Laverde (COL) | 68e            |
| 194            | Heiner Parra (COL)        | 50e            |
| 195            | Carlos Alzate (COL)       | 126e           |
| 196            | Nicolás Castro (COL)      | 106e           |

| Orgullo Paisa EOP | Orgullo Paisa EOP         | Orgullo Paisa EOP |
| ----------------- | ------------------------- | ----------------- |
| Num               | Coureur                   | Pos               |
| 201               | Danny Osorio (COL)        | 23e               |
| 202               | José Tito Hernández (COL) | 85e               |
| 203               | Rafael Montiel (COL)      | 57e               |
| 204               | Edison Muñoz (COL)        | 53e               |
| 205               | Brayan Sánchez (COL)      | 61e               |
| 206               | Didier Chaparro (COL)     | 21e               |

| Coldeportes-Zenú ECZ | Coldeportes-Zenú ECZ       | Coldeportes-Zenú ECZ |
| -------------------- | -------------------------- | -------------------- |
| Num                  | Coureur                    | Pos                  |
| 211                  | Alex Cano (COL)            | 73e                  |
| 212                  | Miguel Ángel Rubiano (COL) | 43e                  |
| 213                  | Alexis Camacho (COL)       | 30e                  |
| 214                  | Germán Chaves (COL)        | 44e                  |
| 215                  | Brayan Ramírez (COL)       | 69e                  |
| 216                  | Juan Diego Alba (COL)      | 92e                  |

| Illuminate ILU | Illuminate ILU           | Illuminate ILU |
| -------------- | ------------------------ | -------------- |
| Num            | Coureur                  | Pos            |
| 221            | Rodolfo Torres (COL)     | 70e            |
| 222            | Félix Barón (COL)        | NP-6           |
| 223            | Camilo Castiblanco (COL) | 37e            |
| 224            | Steven Kalf (EST)        | AB-5           |
| 225            | Martin Laas (EST)        | AB-5           |
| 226            | Cameron Piper (USA)      | 105e           |

| BetPlay Cycling Team BET | BetPlay Cycling Team BET     | BetPlay Cycling Team BET |
| ------------------------ | ---------------------------- | ------------------------ |
| Num                      | Coureur                      | Pos                      |
| 231                      | Norberto Wilches (COL)       | 109e                     |
| 232                      | Diego Fernando Ruiz (COL)    | 79e                      |
| 233                      | Didier Sastoque (COL)        | 84e                      |
| 234                      | Nicolás García Alvarez (COL) | HD-5                     |
| 235                      | Elkin Palmar (COL)           | 124e                     |
| 236                      | Cristián Torres (COL)        | 134e                     |

| Deprisa DPA | Deprisa DPA            | Deprisa DPA |
| ----------- | ---------------------- | ----------- |
| Num         | Coureur                | Pos         |
| 241         | Sebastián Caro (COL)   | 52e         |
| 242         | Jahir Pérez (COL)      | 42e         |
| 243         | Heimarhanz Ariza (COL) | AB-5        |
| 244         | Steven Cuesta (COL)    | 135e        |
| 245         | Albeiro Rabón (COL)    | 132e        |
| 246         | Bacilio Ramos (BOL)    | AB-3        |

| Colombie COL | Colombie COL           | Colombie COL |
| ------------ | ---------------------- | ------------ |
| Num          | Coureur                | Pos          |
| 251          | Einer Rubio            | 65e          |
| 252          | Juan Esteban Arango    | 48e          |
| 253          | Marvin Angarita        | 120e         |
| 254          | Javier Ignacio Montoya | 45e          |
| 255          | Álvaro Duarte          | 32e          |
| 256          | Sebastián Castaño      | 47e          |

| Italie ITA | Italie ITA          | Italie ITA |
| ---------- | ------------------- | ---------- |
| Num        | Coureur             | Pos        |
| 261        | Francesco Lamon     | AB-5       |
| 262        | Michele Scartezzini | AB-5       |
| 263        | Davide Plebani      | AB-3       |
| 264        | Attilio Viviani     | DQ-5       |
| 265        | Dario Puccioni      | 83e        |
| 266        | Davide Baldaccini   | 133e       |

| Équateur ECU | Équateur ECU          | Équateur ECU |
| ------------ | --------------------- | ------------ |
| Num          | Coureur               | Pos          |
| 271          | Byron Guamá           | 38e          |
| 272          | Jefferson Cepeda      | 18e          |
| 273          | Cristian Pita         | 98e          |
| 274          | Jorge Luis Montenegro | 96e          |
| 275          | David Villareal       | 55e          |
| 276          | Carlos Quishpe        | AB-5         |

| Team Sky SKY | Team Sky SKY               | Team Sky SKY |
| ------------ | -------------------------- | ------------ |
| Num          | Coureur                    | Pos          |
| 1            | Egan Bernal (COL)          | 4e           |
| 2            | Jonathan Castroviejo (ESP) | 88e          |
| 3            | Christopher Froome (GBR)   | 91e          |
| 4            | Sebastián Henao (COL)      | 35e          |
| 5            | Jhonatan Narváez (ECU)     | 29e          |
| 6            | Iván Sosa (COL)            | 2e           |

| Movistar Team MOV | Movistar Team MOV       | Movistar Team MOV |
| ----------------- | ----------------------- | ----------------- |
| Num               | Coureur                 | Pos               |
| 11                | Winner Anacona (COL)    | 13e               |
| 12                | Jorge Arcas (ESP)       | 74e               |
| 13                | Richard Carapaz (ECU)   | 9e                |
| 14                | Nairo Quintana (COL)    | 5e                |
| 15                | Eduardo Sepúlveda (ARG) | 101e              |
| 16                | Marc Soler (ESP)        | 39e               |

| EF Education First EF1 | EF Education First EF1 | EF Education First EF1 |
| ---------------------- | ---------------------- | ---------------------- |
| Num                    | Coureur                | Pos                    |
| 21                     | Nathan Brown (USA)     | 54e                    |
| 22                     | Lawson Craddock (USA)  | 16e                    |
| 23                     | Taylor Phinney (USA)   | 136e                   |
| 24                     | Alex Howes (USA)       | 100e                   |
| 25                     | Daniel Martínez (COL)  | 3e                     |
| 26                     | Rigoberto Urán (COL)   | 6e                     |

| Deceuninck-Quick Step DQT | Deceuninck-Quick Step DQT | Deceuninck-Quick Step DQT |
| ------------------------- | ------------------------- | ------------------------- |
| Num                       | Coureur                   | Pos                       |
| 31                        | Julian Alaphilippe (FRA)  | 7e                        |
| 32                        | Álvaro Hodeg (COL)        | 110e                      |
| 33                        | Bob Jungels (LUX)         | 28e                       |
| 34                        | Iljo Keisse (BEL)         | 122e                      |
| 35                        | Maximiliano Richeze (ARG) | 114e                      |
| 36                        | Petr Vakoč (CZE)          | 112e                      |

| Astana AST | Astana AST               | Astana AST |
| ---------- | ------------------------ | ---------- |
| Num        | Coureur                  | Pos        |
| 41         | Miguel Ángel López (COL) | 1er        |
| 42         | Hernando Bohórquez (COL) | 89e        |
| 43         | Rodrigo Contreras (COL)  | 10e        |
| 44         | Jan Hirt (CZE)           | 51e        |
| 45         | Nikita Stalnow (KAZ)     | 86e        |
| 46         | Davide Villella (ITA)    | 67e        |

| UAE Team Emirates UAD | UAE Team Emirates UAD  | UAE Team Emirates UAD |
| --------------------- | ---------------------- | --------------------- |
| Num                   | Coureur                | Pos                   |
| 51                    | Tom Bohli (SUI)        | 131e                  |
| 52                    | Fernando Gaviria (COL) | NP-3                  |
| 53                    | Sergio Henao (COL)     | 8e                    |
| 54                    | Sebastián Molano (COL) | 94e                   |
| 55                    | Cristian Muñoz (COL)   | 27e                   |
| 56                    | Oliviero Troia (ITA)   | 130e                  |

| Androni Giocattoli-Sidermec ANS | Androni Giocattoli-Sidermec ANS | Androni Giocattoli-Sidermec ANS |
| ------------------------------- | ------------------------------- | ------------------------------- |
| Num                             | Coureur                         | Pos                             |
| 61                              | Matteo Pelucchi (ITA)           | AB-2                            |
| 62                              | Marco Benfatto (ITA)            | AB-3                            |
| 63                              | Miguel Flórez (COL)             | 17e                             |
| 64                              | Julián Cardona (COL)            | AB-5                            |
| 65                              | Daniel Muñoz (COL)              | 40e                             |
| 66                              | Kevin Rivera (CRC)              | 82e                             |

| Bardiani CSF BRD | Bardiani CSF BRD        | Bardiani CSF BRD |
| ---------------- | ----------------------- | ---------------- |
| Num              | Coureur                 | Pos              |
| 71               | Enrico Barbin (ITA)     | 60e              |
| 72               | Michael Bresciani (ITA) | AB-5             |
| 73               | Andrea Guardini (ITA)   | AB-3             |
| 74               | Mirco Maestri (ITA)     | 77e              |
| 75               | Marco Maronese (ITA)    | 117e             |
| 76               | Paolo Simion (ITA)      | 111e             |

| Hagens Berman Axeon HBA | Hagens Berman Axeon HBA | Hagens Berman Axeon HBA |
| ----------------------- | ----------------------- | ----------------------- |
| Num                     | Coureur                 | Pos                     |
| 81                      | João Almeida (POR)      | 118e                    |
| 82                      | Edward Anderson (USA)   | 90e                     |
| 83                      | Jonny Brown (USA)       | AB-5                    |
| 84                      | Cole Davis (USA)        | 116e                    |
| 85                      | Sean Quinn (USA)        | 81e                     |
| 86                      | Karel Vacek (CZE)       | AB-5                    |

| Israel Cycling Academy ICA | Israel Cycling Academy ICA | Israel Cycling Academy ICA |
| -------------------------- | -------------------------- | -------------------------- |
| Num                        | Coureur                    | Pos                        |
| 91                         | Edwin Ávila (COL)          | 72e                        |
| 92                         | Matteo Badilatti (SUI)     | 87e                        |
| 93                         | Clément Carisey (FRA)      | 113e                       |
| 94                         | Roy Goldstein (ISR)        | AB-5                       |
| 95                         | Mihkel Räim (EST)          | AB-5                       |
| 96                         | Daniel Turek (CZE)         | 78e                        |

| Neri Sottoli-Selle Italia-KTM NSK | Neri Sottoli-Selle Italia-KTM NSK | Neri Sottoli-Selle Italia-KTM NSK |
| --------------------------------- | --------------------------------- | --------------------------------- |
| Num                               | Coureur                           | Pos                               |
| 101                               | Dayer Quintana (COL)              | 24e                               |
| 102                               | Liam Bertazzo (ITA)               | AB-2                              |
| 103                               | Sebastian Schönberger (AUT)       | 59e                               |
| 104                               | Etienne van Empel (NED)           | 107e                              |
| 105                               | Luca Pacioni (ITA)                | 119e                              |
| 106                               | Lorenzo Fortunato (ITA)           | 108e                              |

| Nippo-Vini Fantini-Faizanè NIP | Nippo-Vini Fantini-Faizanè NIP | Nippo-Vini Fantini-Faizanè NIP |
| ------------------------------ | ------------------------------ | ------------------------------ |
| Num                            | Coureur                        | Pos                            |
| 111                            | Rubén Acosta (COL)             | 76e                            |
| 112                            | Masakazu Ito (JPN)             | 95e                            |
| 113                            | Imerio Cima (ITA)              | 123e                           |
| 114                            | Hideto Nakane (JPN)            | AB-5                           |
| 115                            | Alejandro Osorio (COL)         | 11e                            |
| 116                            | Ivan Santaromita (ITA)         | NP-6                           |

| Manzana Postobón MZN | Manzana Postobón MZN     | Manzana Postobón MZN |
| -------------------- | ------------------------ | -------------------- |
| Num                  | Coureur                  | Pos                  |
| 121                  | Jhojan García (COL)      | 36e                  |
| 122                  | Aldemar Reyes (COL)      | 34e                  |
| 123                  | Daniel Jaramillo (COL)   | 71e                  |
| 124                  | Diego Ochoa (COL)        | 33e                  |
| 125                  | Wilmar Paredes (COL)     | 102e                 |
| 126                  | Juan Felipe Osorio (COL) | 66e                  |

| IAM Excelsior IAM | IAM Excelsior IAM       | IAM Excelsior IAM |
| ----------------- | ----------------------- | ----------------- |
| Num               | Coureur                 | Pos               |
| 131               | Simon Pellaud (SUI)     | 58e               |
| 132               | Dylan Page (SUI)        | AB-5              |
| 133               | Anthony Rappo (SUI)     | 63e               |
| 134               | Antoine Debons (SUI)    | 121e              |
| 135               | Joab Schneiter (SUI)    | 56e               |
| 136               | Samuele Zoccarato (ITA) | 99e               |

| Efapel EFP | Efapel EFP             | Efapel EFP |
| ---------- | ---------------------- | ---------- |
| Num        | Coureur                | Pos        |
| 141        | Sérgio Paulinho (POR)  | AB-3       |
| 142        | Joni Brandão (POR)     | AB-5       |
| 143        | Rafael Silva (POR)     | 125e       |
| 144        | Bruno Silva (POR)      | AB-5       |
| 145        | Marcos Jurado (ESP)    | 80e        |
| 146        | Fabricio Ferrari (URU) | 127e       |

| Medellín MED | Medellín MED         | Medellín MED |
| ------------ | -------------------- | ------------ |
| Num          | Coureur              | Pos          |
| 151          | Óscar Sevilla (ESP)  | 19e          |
| 152          | Walter Vargas (COL)  | 115e         |
| 153          | Weimar Roldán (COL)  | 93e          |
| 154          | Fabio Duarte (COL)   | 46e          |
| 155          | Edward Beltrán (COL) | 14e          |
| 156          | Harold Tejada (COL)  | 20e          |

| Aevolo AEV | Aevolo AEV            | Aevolo AEV |
| ---------- | --------------------- | ---------- |
| Num        | Coureur               | Pos        |
| 161        | Alex Hoehn (USA)      | 41e        |
| 162        | Luis Villalobos (MEX) | AB-3       |
| 163        | Fernando Islas (MEX)  | AB-5       |
| 164        | Gabriel Rojas (CRC)   | 128e       |
| 165        | Cade Bickmore (USA)   | AB-5       |
| 166        | Riley Sheehan (USA)   | AB-5       |

| EPM | EPM                   | EPM |
| --- | --------------------- | --- |
| Num | Coureur               | Pos |
| 171 | Alexander Gil (COL)   | 22e |
| 172 | Janier Acevedo (COL)  | 62e |
| 173 | Freddy Montaña (COL)  | 12e |
| 174 | Edwin Carvajal (COL)  | 49e |
| 175 | Jaime Castañeda (COL) | 97e |
| 176 | Jairo Salas (COL)     | 64e |

| Coldeportes Bicicletas Strongman BSM | Coldeportes Bicicletas Strongman BSM | Coldeportes Bicicletas Strongman BSM |
| ------------------------------------ | ------------------------------------ | ------------------------------------ |
| Num                                  | Coureur                              | Pos                                  |
| 181                                  | Aristóbulo Cala (COL)                | 104e                                 |
| 182                                  | Óscar Quiroz (COL)                   | 15e                                  |
| 183                                  | Brayan Hernández (COL)               | 25e                                  |
| 184                                  | Jhonatan Cañaveral (COL)             | 26e                                  |
| 185                                  | William Muñoz (COL)                  | 103e                                 |
| 186                                  | Eduardo Estrada (COL)                | 129e                                 |

| GW Shimano GWS | GW Shimano GWS            | GW Shimano GWS |
| -------------- | ------------------------- | -------------- |
| Num            | Coureur                   | Pos            |
| 191            | Juan Pablo Suárez (COL)   | 31e            |
| 192            | José Serpa (COL)          | 75e            |
| 193            | Luis Felipe Laverde (COL) | 68e            |
| 194            | Heiner Parra (COL)        | 50e            |
| 195            | Carlos Alzate (COL)       | 126e           |
| 196            | Nicolás Castro (COL)      | 106e           |

| Orgullo Paisa EOP | Orgullo Paisa EOP         | Orgullo Paisa EOP |
| ----------------- | ------------------------- | ----------------- |
| Num               | Coureur                   | Pos               |
| 201               | Danny Osorio (COL)        | 23e               |
| 202               | José Tito Hernández (COL) | 85e               |
| 203               | Rafael Montiel (COL)      | 57e               |
| 204               | Edison Muñoz (COL)        | 53e               |
| 205               | Brayan Sánchez (COL)      | 61e               |
| 206               | Didier Chaparro (COL)     | 21e               |

| Coldeportes-Zenú ECZ | Coldeportes-Zenú ECZ       | Coldeportes-Zenú ECZ |
| -------------------- | -------------------------- | -------------------- |
| Num                  | Coureur                    | Pos                  |
| 211                  | Alex Cano (COL)            | 73e                  |
| 212                  | Miguel Ángel Rubiano (COL) | 43e                  |
| 213                  | Alexis Camacho (COL)       | 30e                  |
| 214                  | Germán Chaves (COL)        | 44e                  |
| 215                  | Brayan Ramírez (COL)       | 69e                  |
| 216                  | Juan Diego Alba (COL)      | 92e                  |

| Illuminate ILU | Illuminate ILU           | Illuminate ILU |
| -------------- | ------------------------ | -------------- |
| Num            | Coureur                  | Pos            |
| 221            | Rodolfo Torres (COL)     | 70e            |
| 222            | Félix Barón (COL)        | NP-6           |
| 223            | Camilo Castiblanco (COL) | 37e            |
| 224            | Steven Kalf (EST)        | AB-5           |
| 225            | Martin Laas (EST)        | AB-5           |
| 226            | Cameron Piper (USA)      | 105e           |

| BetPlay Cycling Team BET | BetPlay Cycling Team BET     | BetPlay Cycling Team BET |
| ------------------------ | ---------------------------- | ------------------------ |
| Num                      | Coureur                      | Pos                      |
| 231                      | Norberto Wilches (COL)       | 109e                     |
| 232                      | Diego Fernando Ruiz (COL)    | 79e                      |
| 233                      | Didier Sastoque (COL)        | 84e                      |
| 234                      | Nicolás García Alvarez (COL) | HD-5                     |
| 235                      | Elkin Palmar (COL)           | 124e                     |
| 236                      | Cristián Torres (COL)        | 134e                     |

| Deprisa DPA | Deprisa DPA            | Deprisa DPA |
| ----------- | ---------------------- | ----------- |
| Num         | Coureur                | Pos         |
| 241         | Sebastián Caro (COL)   | 52e         |
| 242         | Jahir Pérez (COL)      | 42e         |
| 243         | Heimarhanz Ariza (COL) | AB-5        |
| 244         | Steven Cuesta (COL)    | 135e        |
| 245         | Albeiro Rabón (COL)    | 132e        |
| 246         | Bacilio Ramos (BOL)    | AB-3        |

| Colombie COL | Colombie COL           | Colombie COL |
| ------------ | ---------------------- | ------------ |
| Num          | Coureur                | Pos          |
| 251          | Einer Rubio            | 65e          |
| 252          | Juan Esteban Arango    | 48e          |
| 253          | Marvin Angarita        | 120e         |
| 254          | Javier Ignacio Montoya | 45e          |
| 255          | Álvaro Duarte          | 32e          |
| 256          | Sebastián Castaño      | 47e          |

| Italie ITA | Italie ITA          | Italie ITA |
| ---------- | ------------------- | ---------- |
| Num        | Coureur             | Pos        |
| 261        | Francesco Lamon     | AB-5       |
| 262        | Michele Scartezzini | AB-5       |
| 263        | Davide Plebani      | AB-3       |
| 264        | Attilio Viviani     | DQ-5       |
| 265        | Dario Puccioni      | 83e        |
| 266        | Davide Baldaccini   | 133e       |

| Équateur ECU | Équateur ECU          | Équateur ECU |
| ------------ | --------------------- | ------------ |
| Num          | Coureur               | Pos          |
| 271          | Byron Guamá           | 38e          |
| 272          | Jefferson Cepeda      | 18e          |
| 273          | Cristian Pita         | 98e          |
| 274          | Jorge Luis Montenegro | 96e          |
| 275          | David Villareal       | 55e          |
| 276          | Carlos Quishpe        | AB-5         |